# Jens Bjerre (biblioteksorganisator)
 For alternative betydninger, se Jens Bjerre. (Se også artikler, som begynder med Jens Bjerre)
Jens Bjerre (født 3. september 1871 i Heltborg, Thy ; død 16. oktober 1940 i Silkeborg) var en dansk lærer og biblioteksorganisator.
Jens Bjerre var oprindelig fisker, født i Thy og senere lærer i Esbjerg i 1895. Han kom i 1900 til Lemvig, hvor han oprettede en bogsamling. I 1908 blev han ansat i Silkeborg, hvor han stiftede og selv blev formand for foreningen Silkeborg Folkebogsamling. 1921-31 var han medlem af byrådet.
I august 1905 skrev Jens Bjerre til Andreas Schack Steenberg, at det kunne være nyttigt med en fælles forening for Danmarks bogsamlinger. Sammen med andre bogsamlingsfolk stiftede de i november 1905 foreningen Danmarks Folkebogsamlinger. Bjerre havde en ukuelig og udholdende energi og gik uforfærdet i ilden for sine tanker og for bibliotekssagen. Af ydre virkede han dyster og sammenbidt. Jens Bjerre var formand for foreningen 1905-1917. Foreningen startede også et tidsskrift Bogsamlingsbladet med Jens Bjerre som redaktør. Hans talent for at skrive førte også bl.a. til udgivelsen af flere populære børnebøger, Hans-Peter Bøgerne.
Jens Bjerre samarbejdede i de første år tæt med Steenberg og Statens Bogsamlingskomité. På biblioteksmødet på Landsudstillingen i Aarhus i 1909 rejste bl.a. H.O. Lange ønsket om en bibliotekslovgivning. Sammen med nogle af de øvrige bibliotekspionerer, bl.a. Rasmus P. Nielsen, var Bjerre modstander af centralisering og statslig indblanding. Trods dette voksede ønsket om en bibliotekslovgivning. På den baggrund ændredes Jens Bjerres forhold til Steenberg og Statens Bogsamlingskomité. I 1916-17 kritiserede Bjerre komiteens rolle som bindeled melem staten og bibliotekerne i en række artikler i Bogsamlingsbladet. I 1917 trak Statens Bogsamlingskomité sig fra samarbejde med Jens Bjerre og foreningen. I den sammenhæng trak Jens Bjerre sig som formand for Danmarks Folkebogsamlinger og Rasmus P. Nielsen blev fungerende formand.
I 1917 var Bjerre blevet medlem af Statens Bogsamlingskomité, men trak sig i protest, da Bogsamlingskomiteen i 1918 ikke ville anerkende Silkeborg Folkebogsamling som centralbibliotek.(Jens Bjerre var formand for Silkeborg Folkebogsamling). Bjerre trak sig nu fra biblioteksarbejdet og havde ikke indflydelse på arbejdet bag den første bibliotekslov Lov om statsunderstøttede Biblioteker af 5. Marts 1920
Bjerre helligede sig herefter lærergerningen.